# Bebearia entebbiae
Bebearia entebbiae är en fjärilsart som beskrevs av Percy I. Lathy 1960. Bebearia entebbiae ingår i släktet Bebearia och familjen praktfjärilar. Inga underarter finns listade i Catalogue of Life.